# Mường Đun
Mường Đun là một xã thuộc huyện Tủa Chùa, tỉnh Điện Biên, Việt Nam.

## Địa lý
Xã Mường Đun nằm ở phía đông huyện Tủa Chùa, cách trung tâm huyện 20 km, có vị trí địa lý:
- Phía đông giáp tỉnh Sơn La
- Phía tây giáp xã Xá Nhè
- Phía nam giáp huyện Tuần Giáo
- Phía bắc giáp xã Tủa Thàng.

Xã Mường Đun có diện tích 37,56 km², dân số năm 2022 là 4.279 người, mật độ dân số đạt 113 người/km².

## Hành chính
Xã Mường Đun được chia thành 4 thôn: Đề Tâu, Đun Nưa, Lọong Phạ, Nà Xa và 4 bản: Đun, Hột, Kép, Túc.

## Lịch sử
Ngày 15 tháng 12 năm 1977, Hội đồng Chính phủ ban hành Quyết định số 328-CP về việc xã Mường Đun thuộc huyện Tuần Giáo vào huyện Tủa Chùa quản lý.
Ngày 6 tháng 12 năm 2019, HĐND tỉnh Điện Biên ban hành Nghị quyết số 148/NQ-HĐND về việc thành lập thôn Đề Tâu trên cơ sở bản Pá Ỏ và bản Đề Tâu.